# Фулемский мост
Железнодорожный Фулемский мост пересекает Темзу в Лондоне. Он находится очень близко к мосту Патни, по нему проходит линия Лондонского метрополитена между станцией Putney Bridge на севере и станцией East Putney на юге. Фулемский железнодорожный мост также можно пересечь пешком по восточной стороне.
Первоначально упоминаемый его инженерами-конструкторами В. Х. Томасом и Уильямом Джейкомбом как Железнодорожный мост Патни, он не имел официального названия, но более ста лет он был известен в просторечии как «Железный мост».

## История
Мост имеет решётчатую балочную конструкцию, имеет длину 418 метров (1371 фут), с 5 пролётами общей длиной 301 метр (988 футов) фактически через реку, двумя дополнительными пролётами на южном берегу и одним на северном. Он был спроектирован бывшим помощником Брюнеля Уильямом Джейкомбом для Лондонской и Юго-Западной железной дороги, построен фирмой Head Wrightson и открыт в 1889 году.
В период с 1995 по 1997 год он был отремонтирован для Лондонского метро компанией Tilbury Douglas Construction Limited (ныне Interserve), и именно в то время к столбу наверху пешеходной лестницы на улице была прикреплена табличка с названием «Фулемский железнодорожный мост».

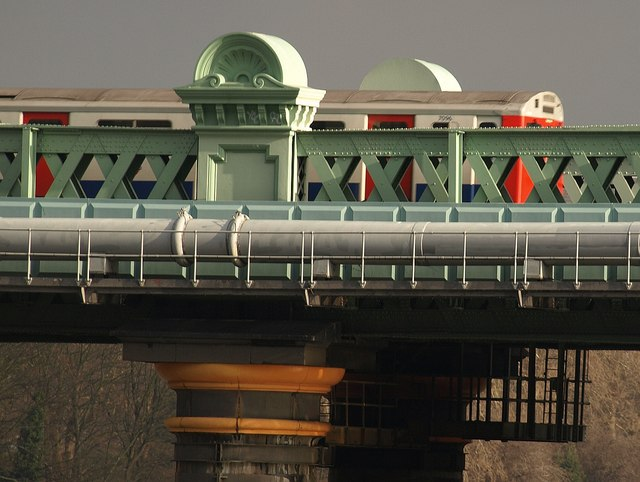
Поезд на мосту